# José Maria de Vilhena Pereira de Lacerda
José Maria de Vilhena Pereira de Lacerda  foi um Governador Civil de Faro entre 25 de Julho de 1835 e 22 de Setembro de 1836.